# Married to a Mormon
Married to a mormon es un cortometraje británico de 1922, protagonizado por Evelyn Brent y Clive Brook. Se trata de una película con la que se propugna una postura antimormona.

## Características
- Blanco y negro
- Muda